# 姚令言
姚 令言（よう れいげん、生年不詳 - 784年）は、唐代の軍人・反乱指導者。本貫は河中府。

## 経歴
若くして軍隊に応募し、兵士から身を立てた、涇原節度使の馬璘に属した。戦功により右金吾衛大将軍同正に累進し、衙前兵馬使となった。太常寺卿に試用され、御史中丞を兼ねた。建中元年（780年）、孟皞が涇原節度留後となると、文吏の出身であったことから、軍旅を楽しまず、しきりに上表して令言を推薦し、将帥の任を任せた。建中3年（782年）、孟皞が長安の朝廷に帰ると、令言は四鎮北庭行営涇原節度使・涇州刺史に任じられ、御史大夫を兼ねた。
建中4年（783年）、李希烈が反乱を起こし、汝州を攻め落とすと、徳宗の命を受けて哥舒曜が軍を率いて李希烈を攻め、襄城に陣営を置いた。李希烈の兵数万が襄城を包囲し、形勢は危急を告げた。10月、令言は徳宗の命を受けて涇原の兵5万を率いて襄城の救援に赴いた。涇原の軍は本拠を離れて、多くの子弟を連れて遠征したので、長安の朝廷から厚い褒賞を受けることを期待したが、軍を出立させても、一切の賜物はなかった。京兆尹の王翃が徳宗の命を受けて軍士を労わせたが、粗末な食事を与えただけであった。涇原の軍士は激怒して、滻水まで進むと反乱を起こし、騒ぎ立てながら長安に向かった。令言は洛陽まで行けば厚い褒美があるといって説得したが、みな聞き入れなかった。令言は危急を上奏した。徳宗は内庫から繒彩20車を出させて急ぎ涇原の軍に賜ろうとしたが、令言は軍を統制することができなかった。徳宗は普王李誼と姜公輔に命じて涇原の軍を慰撫しようとしたが、ふたりは内門を出ただけに過ぎなかった。反乱軍は関を斬り破り、丹鳳楼の下に陣を布いた。この日、徳宗は恐れて長安を脱出し、反乱軍は府庫に入って車を運び、長安脱出を阻止しようとした。
このとき太尉の朱泚が失脚して晋昌里の邸にいたが、この夜に涇原の反乱兵は朱泚を主に迎えようとした。朱泚はかつて涇州に在任したことがあり、涇原の人々は朱泚の失権を残念がっていたからである。令言は反乱軍に加担し、騎兵を率いて朱泚を晋昌里に迎え、含元殿に入居させた。朱泚が帝号を称すると、令言はその下で侍中となり、源休とともに反乱軍の行政事務をつかさどった。令言は反乱軍の先頭に立って唐の宗室を殺害し、徳宗の拠る奉天を包囲した。あるとき朱泚の反乱軍が酒宴して酔うと、令言は自らを蕭何にたとえた。源休は自分こそ蕭何で令言は曹参というべきだと主張した。興元元年（784年）、朱泚が敗れると、令言は張廷芝とともに1万人を率いて、朱泚に従って吐蕃に入ろうとした。涇州にいたると、令言は田希鑑と合流しようとした。田希鑑が偽って誘い出すと、令言は斬首されて、その首級は徳宗に献上された。

## 伝記資料
- 『旧唐書』巻127 列伝第77
- 『新唐書』巻225中 列伝第150中